# 周围神经系统
周圍神经系统（peripheral nervous system，縮寫：PNS）又稱外周神經系統、周邊神經系統，是神经系统的外周组成部分，包括除了中枢神经系统以外的所有神经，也是中枢神经系统结构和功能的延续。周围神经系统由周围神经构成，其可依“构造”分为神经幹、神经丛、神经节和神经末梢，或可依“功能”分为躯体神经和自主神经。
脊椎动物的周圍神經系統，根据连接中枢的部位分为脑神经、脊神经、自主神经，与身体各系统和器官连接，支配运动、感觉和自主神经活动。

## 神经系统划分
脊椎动物的脑和脊髓组成中枢神经系统，周围神经系统包含中枢神经系统之外的相关神经结构。与中枢神经系统不同的是，周圍神经系统没有骨骼和血脑屏障的保护。
但周围神经系统（PNS）和中樞神經系統（CNS）的划分并非着眼于其功能。神经元由胞体和其突起组成。运动（专司随意运动）和植物性（内部器官的功能调节）神经元的胞体都在CNS。感觉（传导感觉）神经元的胞体则几乎都在PNS的神经节中，但是它们都有突起传入CNS。信息会在CNS汇总整合，并引发随意或不随意的反应（反射）。所以周圍神经系统并非独立，只是一个形态划分。例外是肠神经系统，其信息整合部分独立于CNS。

## 结构
周围神经系统分为两部分：
- 躯体神经系统
  - 腦神经
  - 脊神经
- 自主神经系统
  - 交感神经系统
  - 副交感神经系统
  - 肠神经系统

包括其感受器和靶器官（如运动终板和神经节）。